# Ignacio Sarabia
Ignacio Sarabia (México, D.F., 15 de julio de 1983) es un ciclista mexicano.

## Trayectoria
Estuvo en España durante 5 temporadas. Los primeros 2 años en equipos amateur como el Salamanca Patrimonio de la Humanidad (2004) y el Caja Castilla-La Mancha (2005) obteniendo buenos resultados como la Vuelta a Zamora, Trofeo Ciudad de Cantalejo y la Ruta del Vino.
Pasó al profesionalismo en 2006 con el equipo Extremadura-Spiuk, equipo en el que estuvo hasta 2008.
Volvió a México en 2009 para competir por el equipo Continental de su país Tecos-Trek y además de ganar la Vuelta al Estado de Oaxaca se coronó Campeón Nacional Contrarreloj.
En 2010 tuvo un breve pasaje por el equipo Rock Racing, con quién disputó la Vuelta a México logrando 2 etapas y siendo 5º en la general. El resto de la temporada continuó en el equipo amateur  Canel's Turbo.
Para 2011 volvió al profesionalismo de la mano del equipo Movistar Team Continental siendo uno de los 3 mexicanos elegidos para integrar la plantilla. Estuvo hasta el año siguiente, en que el Movistar cambió su estructura y en 2013 volvió a correr en México en el equipo Depredadores.  

## Palmarés
2009
- Campeonato de México Contrarreloj

2010
- 2 etapas de la Vuelta a México
- 2.º en el Campeonato de México Contrarreloj

2013
- 2.º en los Campeonato Panamericano Contrarreloj
- 2.º en los Campeonato Panamericano de Ruta

2014
- 3.º en el Campeonato de México Contrarreloj
- Campeonato de México en Ruta

2015
- 1 etapa de la Vuelta a México
- 2.º en el Campeonato de México en Ruta

2018
- 1 etapa del Tour de Guadalupe

2022
- Campeonato de México Contrarreloj

## Equipos
- Extremadura (2006-2008)
  - Extremadura-Spiuk (2006-2007)
  - Extremadura (2008)
- Tecos-Trek (2009)
- Rock Racing (Amateur, 2010)
- Canel's Turbo (Amateur, 2010)
- Movistar Team Continental (2011-2012)
- Depredadores (Amateur, 2013-2014)
- Inteja-MMR Dominican Cycling Team (2015-2018)
  - Inteja-MMR Dominican Cycling Team (2015-2016)
  - Inteja Dominican Cycling Team (2017-2018)
- Crisa-SEEI Pro Cycling Team (2020)